# (444444) 2006 CL67
(444444) 2006 CL67 es un asteroide perteneciente al cinturón de asteroides, descubierto el 4 de febrero de 2006 por el equipo del Mount Lemmon Survey desde el Observatorio del Monte Lemmon, Arizona, Estados Unidos.

## Designación y nombre
Designado provisionalmente como 2006 CL67.

## Características orbitales
2006 CL67 está situado a una distancia media del Sol de 2,376 ua, pudiendo alejarse hasta 2,786 ua y acercarse hasta 1,966 ua. Su excentricidad es 0,172 y la inclinación orbital 3,326 grados. Emplea 1338 días en completar una órbita alrededor del Sol.

## Características físicas
La magnitud absoluta de 2006 CL67 es 17,9.